# Casimir von Chlapowski

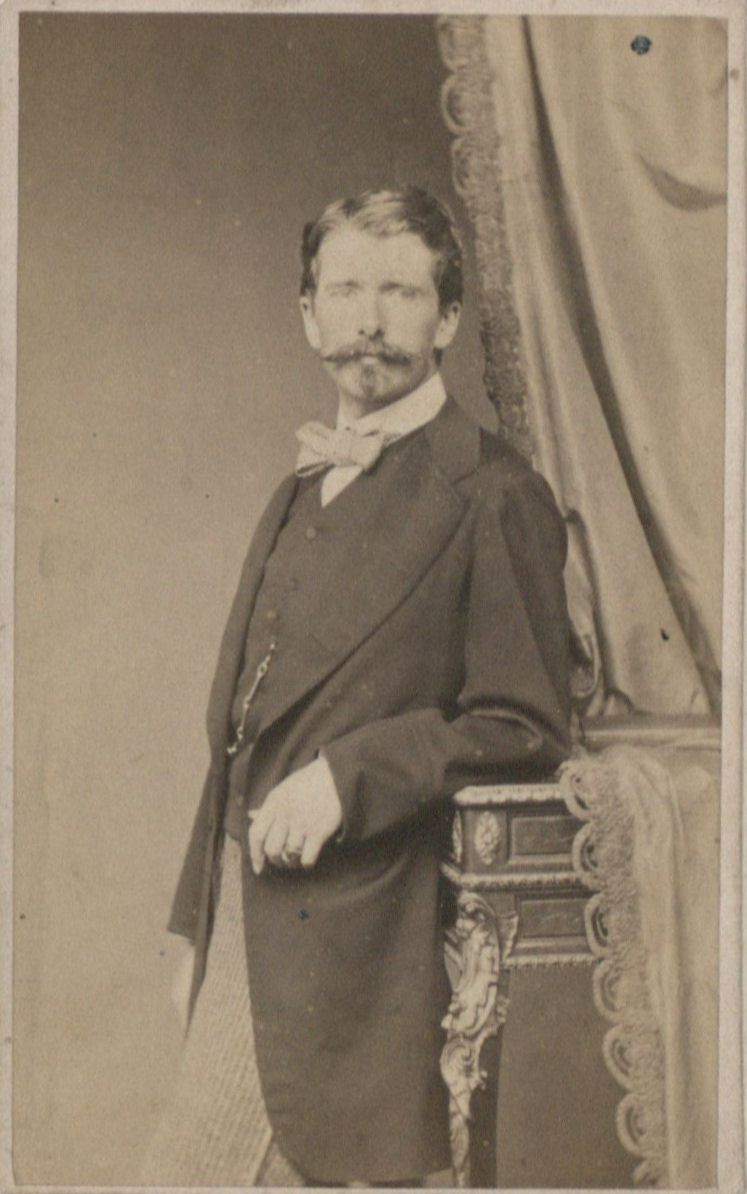
Casimir von Chlapowski

Casimir von Chlapowski polnisch: Kazimierz Chłapowski, (* 24. Dezember 1832 in Turew; † 5. März 1916 in Posen) war Rittergutsbesitzer und Mitglied des deutschen Reichstags.

## Leben
Casimir von Chlapowski war der Sohn von Dezydery Chłapowski. Er besuchte das Gymnasium in Posen und unternahm danach Reisen nach England und Frankreich, um die praktische Landwirtschaft zu erlernen.
Sein Gut befand sich in Kopanewo bei Choryn. Während des Kulturkampfs gehörte er dem ultramontanen Lager an und organisierte Kundgebungen in Posen, Gnesen und Thorn.
Zwischen 1902 und 1915 war er Mitglied der Preußischen Ersten Kammer und von 1881 bis 1887 des Deutschen Reichstages für die Polnische Fraktion und den Wahlkreis Regierungsbezirk Posen 5 Kröben.
Mit seiner Frau Anna Chłapowską hatte er vier Söhne und vier Töchter.